# Persone legate ad Anna Frank

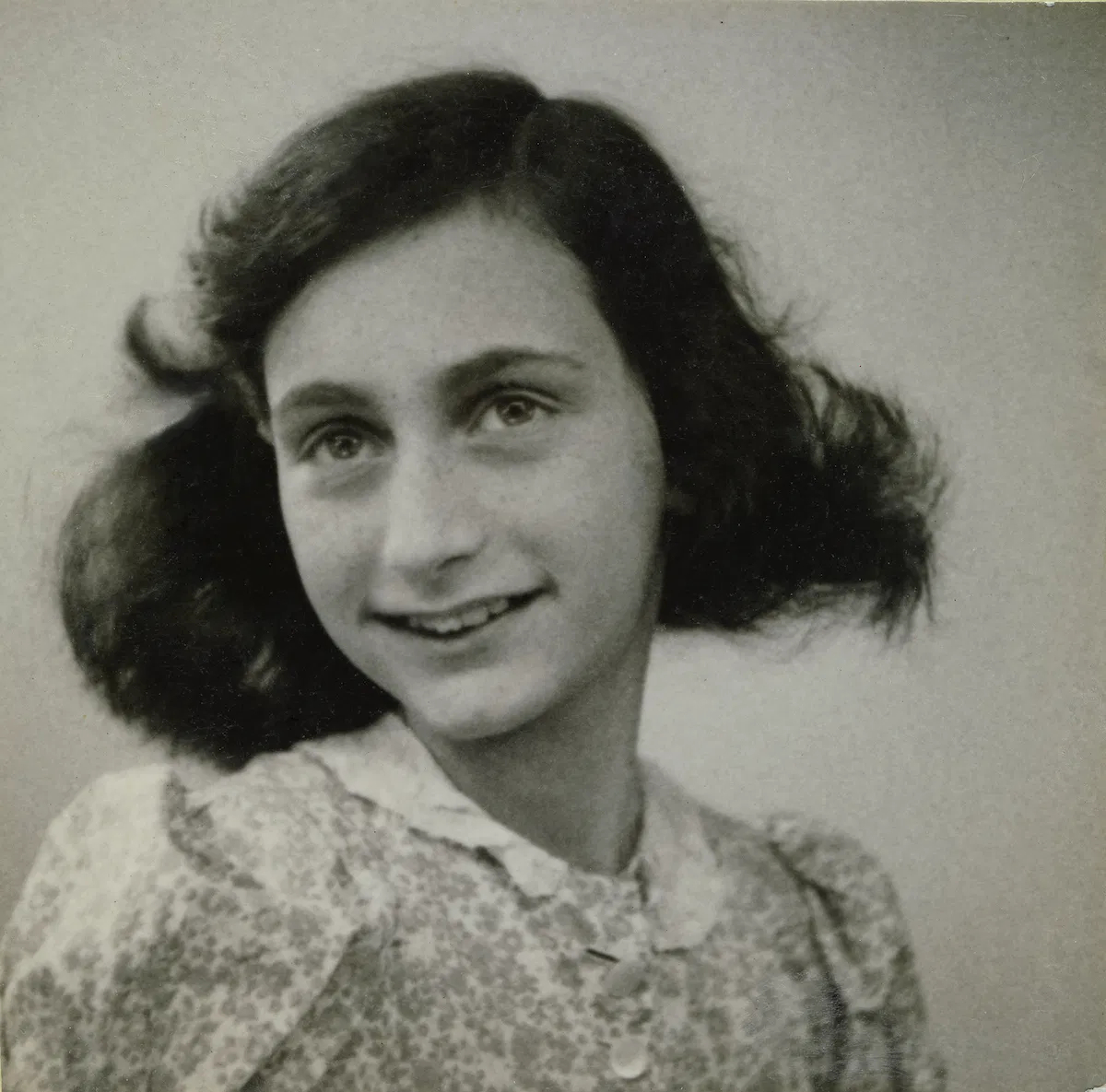
Anna Frank nel maggio 1942

La seguente lista comprende tutte le persone che in qualche modo sono legate ad Anna Frank.

## Famiglia Frank-Holländer

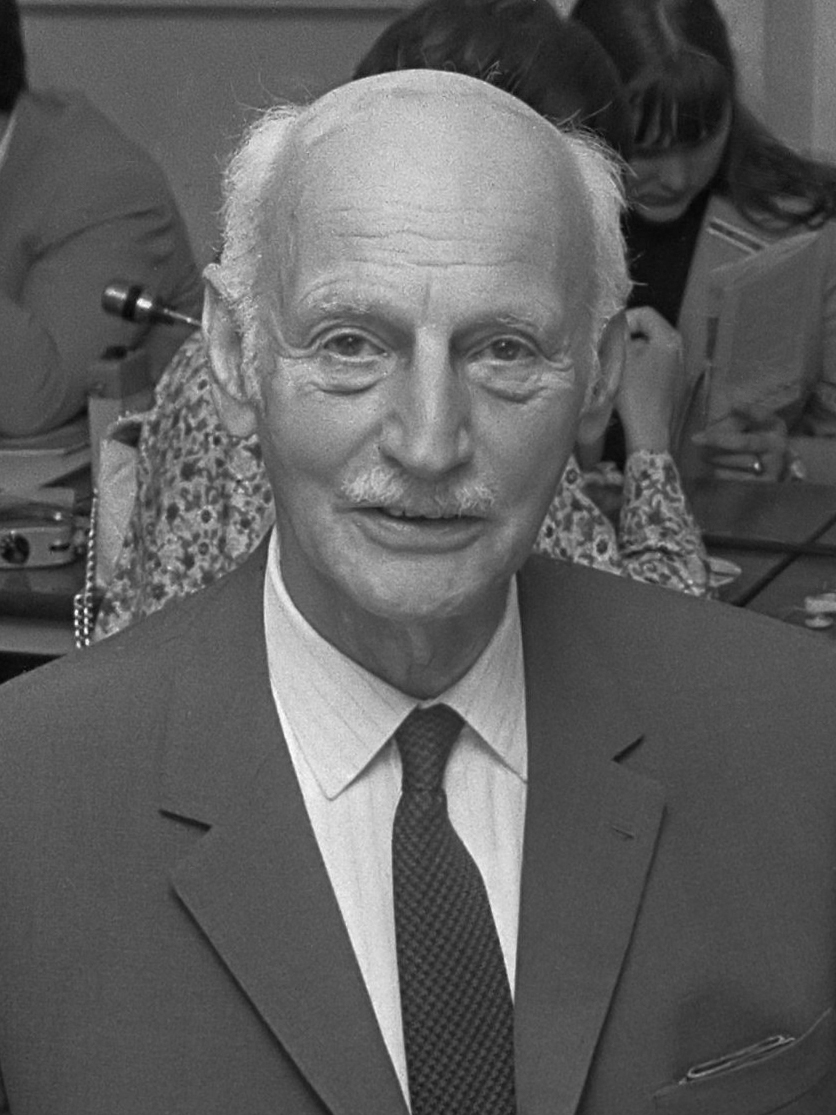
Otto Frank nel 1968

Edith Frank nel 1939

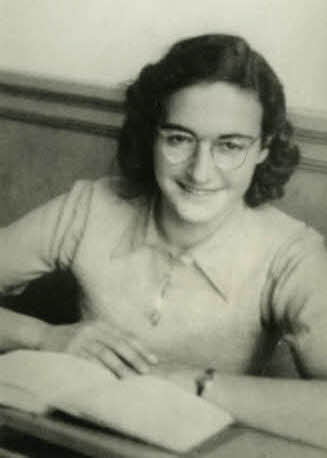
Margot Frank nel dicembre 1941

- Otto Heinrich Frank, padre di Anna, soprannominato "Pim" da quest'ultima, nacque il 12 maggio 1889 a Parigi da Michael Frank, proprietario di una banca specializzata in servizi cambiavalute, e Alice Betty Stern. Nel 1909 si laureò in economia e commercio all'università di Heidelberg, ma con lo scoppio della prima guerra mondiale fu costretto ad arruolarsi. Venne mandato sul fronte occidentale nel 1915, dove due anni dopo ottenne una promozione e divenne tenente. Nel 1925 sposò Edith Holländer nella sinagoga di Aquisgrana. La coppia ebbe due figlie: Margot, nata nel 1926, e Anna, data alla luce nel 1929. In seguito all'emanazione delle leggi razziali in Germania nel 1933, Otto decise di lasciare per sempre il paese natale e di trasferirsi ad Amsterdam, nei Paesi Bassi, con la famiglia. Nella capitale olandese Otto avviò l'Opekta, un'azienda specializzata nella vendita di un composto che aiuta a fare la marmellata in casa e, assieme all'amico Hermann van Pels, fondò la Pectacon, un'azienda di spezie per la preparazione della salsiccia. A seguito dell'occupazione nazista dei Paesi Bassi, nel 1942 Otto decise di nascondersi con la famiglia in un locale situato sopra agli uffici della sua ditta, oggi conosciuto come "l'alloggio segreto" o "il retrocasa" (Het Achterhuis). Dopo due anni trascorsi in clandestinità, il 4 agosto 1944 Otto, la sua famiglia e gli altri quattro inquilini dell'alloggio segreto vennero arrestati dalla Gestapo a seguito di una soffiata anonima e deportati dapprima al campo di concentramento di Westerbork e successivamente in quello di Auschwitz-Birkenau, dove Otto fu diviso dal resto della sua famiglia. Liberato dai sovietici nel gennaio 1945, fu l'unico dei clandestini a sopravvivere alla guerra. Nel 1947 pubblicò il diario della figlia Anna dopo aver apportato alcune cancellazioni e correzioni, mentre nel 1953 sposò in seconde nozze Elfriede "Fritzi" Geiringer-Markovits, anch'ella superstite di Auschwitz, che perse il marito e il figlio durante l'Olocausto. In seguito Otto si impegnò pubblicamente per difendere la libertà e i diritti dell'uomo e diffondere il messaggio della figlia e del diario. Morì il 19 agosto 1980 a Basilea, in Svizzera, all'età di 91 anni.[1]
- Edith Frank-Holländer, madre di Anna, nacque il 16 gennaio 1900 ad Aquisgrana da Abraham Holländer, proprietario di una ditta che commerciava in ferrovecchio e di varie imprese metallurgiche, e Rosa Stern. Nel 1925 sposò Otto Frank, che aveva incontrato per la prima volta l'anno precedente. Nel 1926 nacque Margot, la prima figlia, mentre nel 1929 fu la volta di Anna. Nel 1933, in seguito all'emanazione delle leggi razziali in Germania, la famiglia Frank si trasferì ad Amsterdam, nei Paesi Bassi, seguita nel 1939 dalla madre di Edith, Rosa, che morì di cancro nel 1942. Nello stesso anno i Frank si nascosero nell'alloggio segreto per sfuggire alla deportazione. Durante i due anni in clandestinità, Edith litigò spesso con i signori van Pels e con Anna, con cui ha sempre avuto un rapporto conflittuale, mentre rimase in buoni rapporti con Fritz Pfeffer. Nel 1944 i clandestini vennero arrestati e deportati dapprima a Westerbork e poi ad Auschwitz-Birkenau, dove Edith, dopo essere stata separata dalle figlie e aver avuto un crollo emotivo, venne selezionata per la camera a gas. Riuscì però a fuggire e a nascondersi in un'altra sezione del campo. Iniziò poi ad accumulare del cibo per le proprie figlie, rifiutando di mangiare qualsiasi cosa. Morì perciò di inedia nell'infermeria di Birkenau il 6 gennaio 1945, dieci giorni prima del suo 45º compleanno.[2]
- Margot Betti Frank, sorella maggiore di Anna, nacque il 16 febbraio 1926 a Francoforte sul Meno, in Germania. Margot era una ragazza timida, educata, cortese e tranquilla, che prendeva ottimi voti a scuola. Secondo Anna, da grande avrebbe voluto fare la levatrice in Palestina. Sebbene il rapporto fra le sorelle Frank non fosse dei migliori, nel suo diario Anna ammise di ammirare e allo stesso tempo invidiare la sorella sotto certi aspetti. Finché le leggi razziali naziste lo permisero, Margot praticò nuoto e tennis. Nel 1942, all'età di 16 anni, fu costretta a nascondersi con la sua famiglia per sfuggire alla deportazione, avendo ella ricevuto una convocazione da parte delle SS. Fu la prima a raggiungere l'alloggio segreto in bicicletta assieme alla benefattrice Miep Gies. Nel 1944 venne però denunciata e arrestata assieme al resto dei clandestini, e fu deportata dapprima a Westerbork, poi ad Auschwitz-Birkenau e infine al campo di concentramento di Bergen-Belsen, assieme ad Anna, dove morì di tifo esantematico nel febbraio del 1945 all'età di 19 anni, qualche giorno prima della sorella. Secondo Anna, anche Margot teneva un diario, ma non fu mai rinvenuto.[3]
- Altri membri delle famiglie Frank e Holländer fuggirono dalla Germania prima della guerra, tra cui la madre e la sorella di Otto, Alice Stern Frank ed Helene Frank Elias, che si trasferirono a Basilea, in Svizzera, rispettivamente nel 1931 e nel 1933,[4] e i fratelli di Edith, Julius e Walter Holländer, emigrati negli Stati Uniti nel 1938.[5] Tutti loro sopravvissero alla guerra.

## Gli altri occupanti dell'alloggio segreto

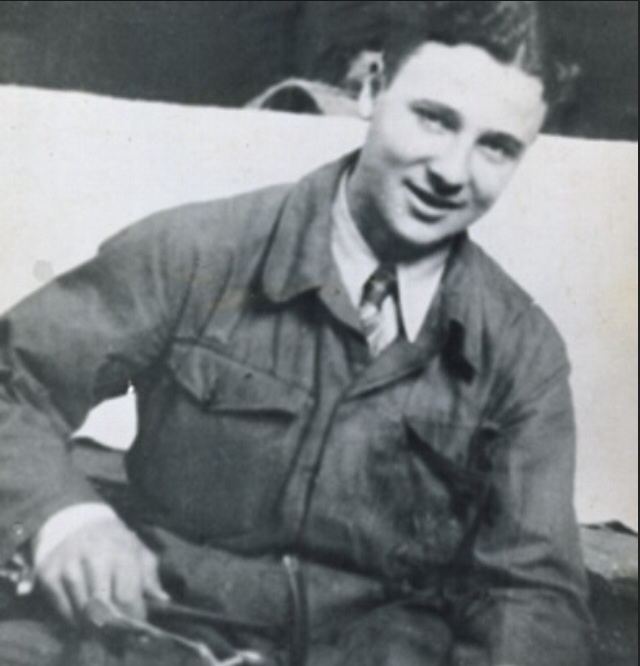
Peter van Pels nel 1942

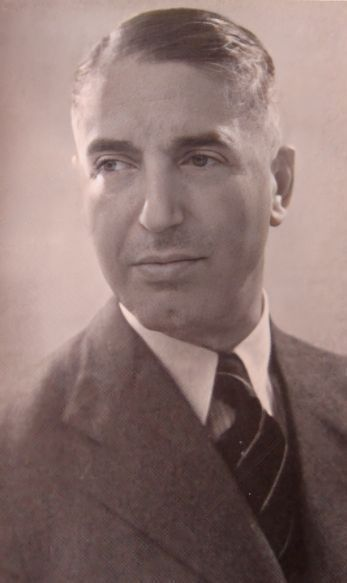
Fritz Pfeffer nel 1938

- Hermann van Pels (Hans o Hermann van Daan nel diario di Anna), amico e socio di Otto, nacque il 31 marzo 1898 a Osnabrück, in Germania, da Aron van Pels e Lina Vorsänger. Imparò il mestiere di macellaio dal padre, di origini olandesi. Nel 1925 sposò Auguste Röttgen, mentre nel 1926 nacque il loro unico figlio, Peter. Nel 1937 i van Pels decisero di emigrare nei Paesi Bassi, e Hermann fu assunto nella ditta di Otto Frank, la Pectacon. Essendo ebrei, per sfuggire alla deportazione i van Pels si nascosero nell'alloggio segreto il 13 luglio 1942 assieme alla famiglia Frank. Miep Gies descrisse Hermann come un uomo grande e grosso e una persona piacevole che sapeva adattarsi senza difficoltà ad ogni situazione. Nel 1944 i van Pels e gli altri clandestini vennero però arrestati e deportati dapprima a Westerbork e poi ad Auschwitz-Birkenau, dove Hermann, dopo qualche settimana, fu inviato alla camera a gas. Secondo il prigioniero Sal de Liema Hermann, dopo qualche giorno, impazzì emotivamente e, dopo essersi ferito al pollice svolgendo un particolare lavoro, chiese di essere mandato alla caserma dei malati. Di lì a poco fu inviato invece alla camera a gas assieme ad altri prigionieri malati sotto gli occhi di Otto Frank e del figlio Peter.[6]
- Auguste van Pels-Röttgen (soprannominata "Gusti", chiamata Petronella van Daan nel diario di Anna), moglie di Hermann, nacque il 29 settembre 1900 a Buer presso Osnabrück. Nel 1925 sposò Hermann van Pels, dal quale ebbe l'anno successivo il suo unico figlio, Peter. Nel 1937 emigrò con la sua famiglia nei Paesi Bassi a causa delle leggi razziali emanate dai nazisti nel loro paese natale. Nel 1942 fu costretta a nascondersi assieme alla sua famiglia nell'alloggio segreto per sfuggire alla deportazione, ma due anni dopo i clandestini furono scoperti, arrestati e deportati dapprima a Westerbork e poi ad Auschwitz-Birkenau, dove Auguste venne divisa dal marito e dal figlio. Successivamente, il 26 novembre, fu trasferita con un gruppo di otto donne nel lager di Bergen-Belsen, dove si ricongiunse con Anna e Margot. Hanneli Goslar, amica di Anna, disse di aver parlato con la signora van Pels all'inizio di febbraio del 1945. Ella era situata dall'altra parte della recinzione, in una zona del campo non privilegiata assieme alle sorelle Frank. Il 6 febbraio Auguste fu trasferita a Raguhn, sottocampo di Buchenwald, e il 9 aprile al campo di concentramento di Theresienstadt. La data del decesso non è nota ma è sicuramente compresa tra l'11 aprile e l'8 maggio 1945, giorno in cui il campo di Theresienstadt fu liberato. Anche le circostanze della sua morte non sono chiare: seconda la testimone Annelore Beem-Daniel, la signora van Pels morì di tifo sul treno verso Theresienstadt, mentre in una sua dichiarazione alla Croce Rossa del 28 settembre 1945, la superstite Rachel van Amerongen-Frankfoorder dichiarò che venne gettata sotto un treno in corsa dai nazisti. Auguste fu descritta da Miep come una donna spigliata e un po' civettuola, mentre secondo Anna le piaceva seminare zizzania e stuzzicare le persone, soprattutto Edith Frank. Auguste era la cuoca di casa, parlava volentieri di politica e per questo motivo litigava spesso con il marito.[7]
- Peter van Pels (Alfred o Peter van Daan nel diario di Anna), figlio di Hermann e Auguste, nacque l'8 novembre 1926 a Osnabrück. Fu descritto da Miep come un bel ragazzo, ben piantato, con folti capelli scuri, occhi sognanti ed un carattere dolce, mentre secondo Bertel Hess, un cugino di Hermann van Pels, era un ragazzo molto gentile, timido e pratico. Anna, invece, lo descrisse come un ragazzo pigro e permaloso, almeno fino al giorno della festa di San Nicola del 1943, dove Peter fu descritto come un ragazzo più attivo, che si dava da fare. Sempre secondo Anna, Peter da grande avrebbe voluto andare nelle Indie occidentali e lavorare nelle piantagioni. Inizialmente Anna lo riteneva un ragazzo strano e noioso, poi se ne innamorò, iniziando a parlare di lui con entusiasmo e a narrare di emozioni e sensazioni che non aveva mai provato fino ad allora. Peter contraccambiava questo sentimento e i due, durante la prigionia, si ritrovarono spesso in soffitta confidandosi a vicenda. Nel 1944 il gruppo di clandestini fu però scoperto e arrestato, e Peter fu deportato prima a Westerbork e poi ad Auschwitz-Birkenau, dove vide il padre morire nella camera a gas. Otto Frank si offrì dunque di proteggerlo fino alla fine di gennaio del 1945, quando Peter decise di intraprendere la marcia della morte fino al campo di concentramento di Mauthausen, organizzata dai nazisti in vista dell'imminente arrivo dei sovietici. Peter giunse a Mauthausen il 25 gennaio e fu incaricato di lavorare nelle cave di granito, lavoro che svolse fino all'11 aprile, quando fu inviato alla caserma dei malati. Morì il 5 maggio 1945, lo stesso giorno in cui gli americani liberarono il campo, alla prematura età di 18 anni. La scrittrice Ellen Feldman, nel suo libro Il ragazzo che amava Anna Frank, ipotizza che Peter sia scampato al genocidio e che sia fuggito negli Stati Uniti.[8]
- Friedrich "Fritz" Pfeffer (Albert Dussel nel diario di Anna) nacque il 30 aprile 1889 a Gießen, in Germania, da Ignatz Pfeffer e Jeannette Hirsch, proprietari di un negozio di abbigliamento. Dopo aver frequentato il liceo, studiò a Berlino per diventare dentista, ed è qui che successivamente aprì il suo studio dentistico. Nel 1921 sposò Vera Bythiner, mentre il 3 aprile 1927 nacque il loro unico figlio, Werner. Nel 1933 i coniugi Pfeffer divorziarono, e il piccolo Werner fu affidato al padre Fritz, il quale, per salvarlo dalle persecuzioni contro gli ebrei, nel dicembre del 1938 lo mandò con un convoglio di bambini in Inghilterra, per poi fuggire nei Paesi Bassi con la sua nuova fidanzata, Charlotte Kaletta, a seguito della notte dei cristalli. I due non poterono però sposarsi a causa delle leggi razziali emanate dai nazisti, essendo Charlotte cristiana. Il 16 novembre 1942 Fritz si nascose allora nell'alloggio segreto per sfuggire alla deportazione, assieme alle famiglie Frank e van Pels. Durante la prigionia fu costretto a condividere la stanza da letto con Anna, con cui spesso bisticciava e si contendeva lo scrittoio. Nel 1944 venne poi denunciato e arrestato assieme agli altri sette clandestini e deportato inizialmente a Westerbork, poi ad Auschwitz-Birkenau e a Sachsenhausen. Infine giunge a Neuengamme, presso Amburgo, dove morì nell'infermeria del campo il 20 dicembre 1944 per dissenteria e colera, all'età di 55 anni. Charlotte, appresa la notizia della sua morte, lo sposò con un matrimonio postumo il 9 aprile 1953.[9]

## I benefattori

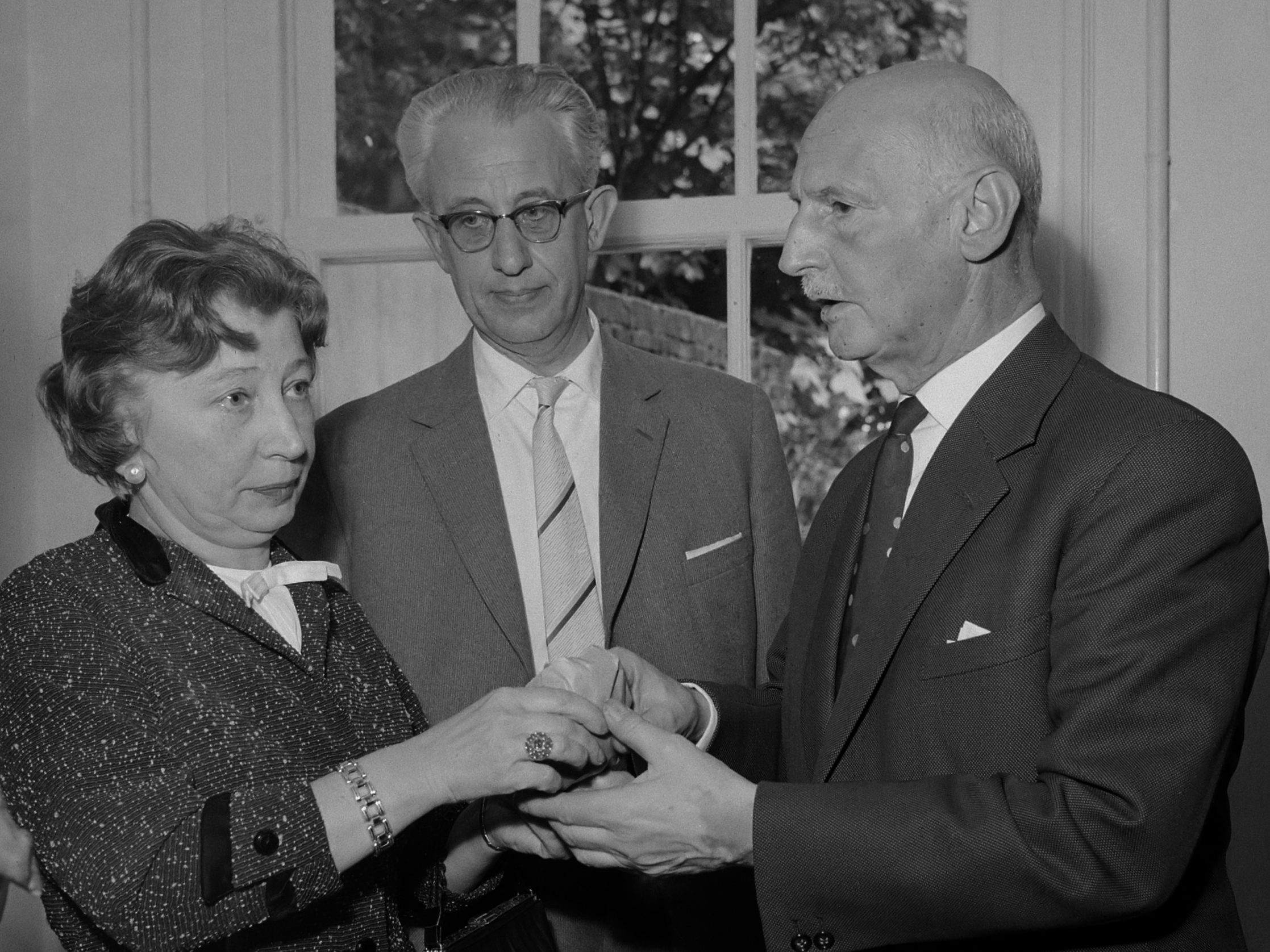
Miep e Jan Gies con Otto Frank nel 1961

- Miep Gies, al secolo Hermine Santrouschitz, nacque il 15 febbraio 1909 a Vienna, in Austria da Mathias Santrouschitz e Genofeva Jakuschitz. Si trasferì a Leida, nei Paesi Bassi, nel dicembre del 1920 per fuggire alla penuria di cibo dell'Austria dopo la prima guerra mondiale, dove venne adottata dalla famiglia Nieuwenburg. Due anni dopo andò a vivere ad Amsterdam, dove nel 1933 fu assunta da Otto Frank nella sua azienda, la Opekta, inizialmente come impiegata nel banco informazioni e successivamente come una dei dirigenti della ditta. Nel 1941 sposò Jan Gies. Nella primavera del 1942, alla richiesta di Otto di aiutare lui e la sua famiglia a nascondersi, accettò senza esitazioni. Fu Miep a procurarsi i generi alimentari per i clandestini. Nel frattempo, continuò a lavorare presso la Opekta, contribuendo a tenerla a galla assieme ai colleghi Kugler, Kleiman e Bep. Nel 1944, oltre ai clandestini, furono arrestati Kugler e Kleiman, mentre Miep fu risparmiata perché austriaca come il sergente incaricato dell'arresto; invano, Miep tentò più volte di corrompere il sergente per far sì che liberasse i suoi amici. Dopo l'arresto dei clandestini, Miep e Bep tornarono nell'alloggio segreto e raccolsero da terra il diario e le carte di Anna con lo scopo di ridargliele una volta tornata dai campi di concentramento. Dopo aver saputo della morte di Anna a Bergen-Belsen, Miep consegnò il diario al padre Otto, unico superstite dei clandestini, che deciderà di pubblicarlo nel 1947. Nel 1950 nacque il primo ed unico figlio di Jan e Miep, Paul Gies. Nel 1994, ricevette l'Ordine al Merito di Germania, nel 1995 fu premiata con la medaglia di Yad Vashem e, nel 1997, con il cavalierato dalla regina Beatrice dei Paesi Bassi. Miep, rimasta vedova nel 1993, morì l'11 gennaio 2010 all'età di 100 anni per le conseguenze di una caduta nella casa di riposo nella quale era ospitata.[10]
- Jan Gies, marito di Miep, nacque il 18 agosto 1905 ad Amsterdam. Negli anni trenta conobbe Miep presso una fabbrica tessile dove lui lavorava come contabile. Successivamente divenne assistente sociale presso l'Ufficio Servizi Sociali di Amsterdam. Grazie ai buoni rapporti che aveva con i funzionari dell'amministrazione comunale legati alla resistenza, riuscì ad ottenere dei buoni per il cibo e il vestiario per gli inquilini dell'alloggio segreto. Regalò spesso delle sigarette al signor van Pels. Il 4 agosto 1944, quando i clandestini furono arrestati, Jan non si trovava nella ditta e osservò la scena dell'arresto dal canale. Dopo la guerra, ospitò Otto Frank in casa sua per sette anni fino a quando quest'ultimo decise di trasferirsi in Svizzera da sua madre. Morì di diabete il 26 gennaio 1993.[11]
- Johannes Kleiman nacque il 17 agosto 1895 a Koog aan de Zaan. Nel 1923 incontrò per la prima volta Otto Frank, mentre nel 1927 si sposò e dopo pochi mesi divenne padre di una bambina. Nel 1938 fu assunto come contabile nella ditta Opekta del signor Frank. Nel 1942 decise di aiutare i Frank e gli altri clandestini a nascondersi, mentre l'anno successivo fu operato per un'emorragia allo stomaco. Nel 1944 fu arrestato assieme ai clandestini e al collega Kugler e deportato al campo di concentramento di Amersfoort; fu però liberato il 18 settembre dello stesso anno grazie all'intervento della Croce Rossa, essendo egli cagionevole di salute. Dopo la pubblicazione del diario, Kleiman scortò regolarmente giornalisti e visitatori presso il nascondiglio. Colpito da un ictus, morì sulla sua scrivania il 28 gennaio 1959.[12]
- Victor Kugler nacque il 5 giugno 1900 a Hohenelbe, l'attuale Vrchlabí, che un tempo faceva parte dell'impero austro-ungarico, mentre oggi è una città della Repubblica Ceca. Kugler, nel 1916, conseguì il diploma presso un istituto professionale di tessitura, mentre l'anno seguente si arruolò nella marina militare dell'impero. Feritosi in guerra, fu congedato e lasciò il servizio militare. Nel 1920 si trasferì nei Paesi Bassi, dove sposò Laura Maria Buntenbach, venendo assunto, negli anni trenta, nella ditta Opekta di proprietà di Otto Frank. Nel 1938 ottenne la cittadinanza olandese, mentre nel 1941 Otto lo nominò direttore della Pectacon, rinominata Gies & Co per arianizzarla. Inoltre, contribuì a nascondere i Frank e i van Pels assieme ai colleghi Miep, Kleiman e Bep. Nel 1944 fu però arrestato e deportato inizialmente nel campo di concentramento di Amersfoort, poi in quello di Wageningen. Il 28 marzo 1945 subì una marcia della morte verso la Germania, e giunto al confine, approfittando di un bombardamento, colse l'occasione di fuggire. Si nascose in una fattoria per qualche giorno per poi dirigersi con una bicicletta verso Hilversum, dove rimase nascosto fino alla liberazione dei Paesi Bassi. Dopo la guerra, nel 1955, si trasferì in Canada assieme alla sua nuova moglie, Lucie van Langen, che sposò dopo la morte di Laura Maria. Nel 1973 ricevette l'onorificenza Yad Vashem per l'aiuto prestato ai clandestini, morendo poi a Toronto il 16 dicembre 1981 all'età di 81 anni dopo una lunga malattia.[13]
- Elizabeth "Bep" Voskuijl nacque il 5 luglio 1919, la prima degli otto figli di Johannes Hendrik Voskuijl. Prima di essere assunta nel 1937 all’Opekta come stenografa e dattilografa, Bep svolse diversi lavori, tra cui quello di cameriera in un ristorante, quello di domestica e quello di sarta. Assieme ai colleghi, aiutò i Frank e i van Pels a nascondersi, procurando loro latte, abiti e corsi di lingua per corrispondenza. Nel 1944, durante l'arresto dei clandestini, Bep, approfittando della confusione, fuggì portando con sé alcuni documenti incriminatori. In seguito tornò nell'alloggio assieme a Miep e raccolse il diario di Anna. Nel 1946 sposò Cornelius van Wijk, dal quale ebbe quattro figli: Ton, Cor, Joop e Anne-Marie, quest'ultima chiamata così in onore di Anna, con la quale Bep è sempre stata in buoni rapporti. Morì ad Amsterdam il 6 maggio 1983 all'età di 63 anni.[14]
- Johannes Hendrik Voskuijl, padre di Bep, nacque il 15 gennaio 1892. Nel 1937 fu nominato capo magazziniere della Opekta. Fu lui il costruttore della famosa libreria che copriva l'ingresso del nascondiglio. Nel 1943 gli fu diagnosticato un cancro allo stomaco e non poté più lavorare. Morì il 27 novembre 1945 ad Amsterdam.[15]

## Gli amici di Anna

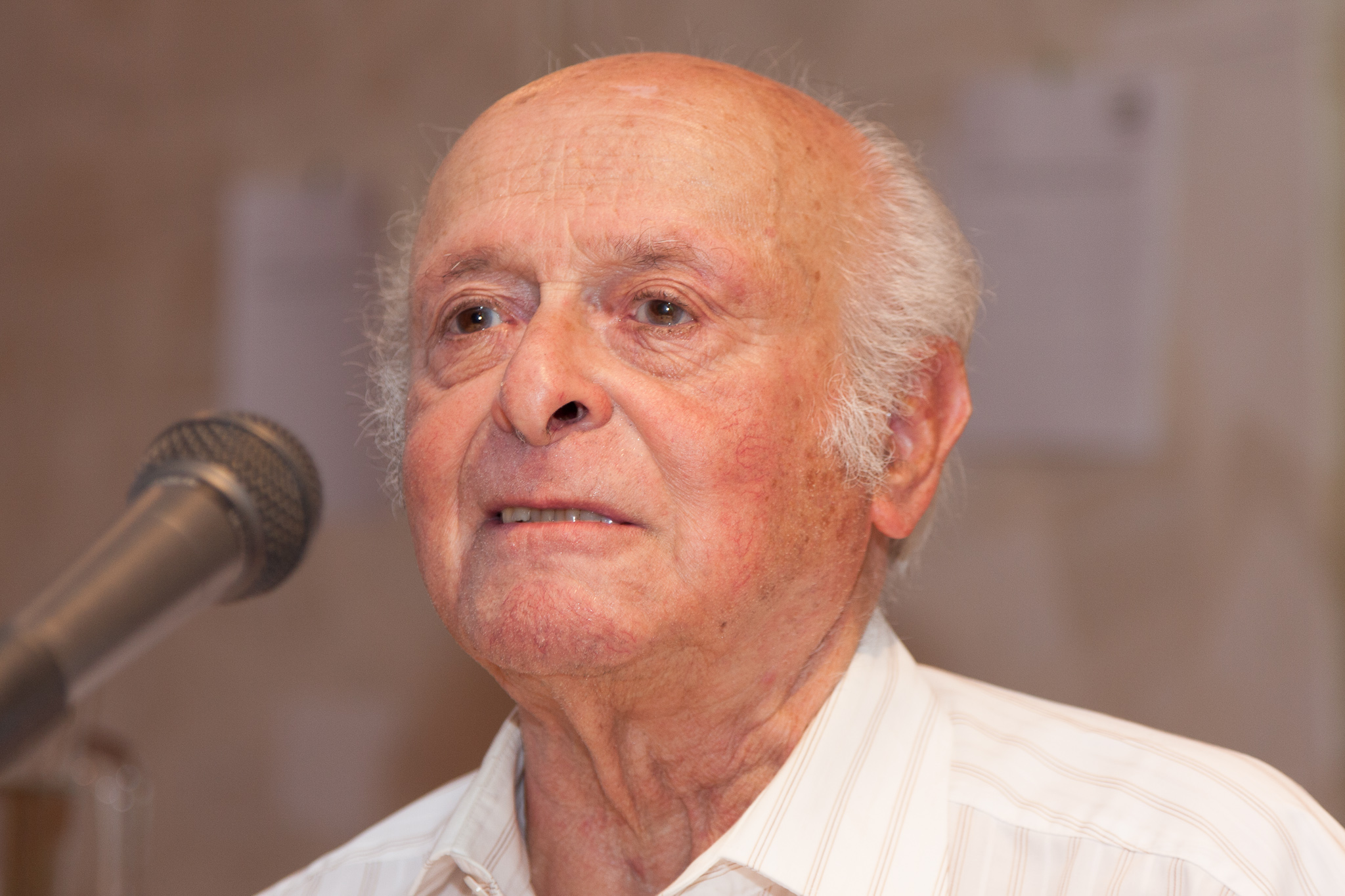
Buddy Elias nel 2012

- Hannah Elizabeth "Hanneli" Goslar, soprannominata anche Lies, nacque il 12 novembre 1928 a Berlino da Hans Goslar, giornalista, scrittore e vice ministro degli affari esteri in Germania sino al 1933, e Ruth Judith Klee, una maestra. In seguito alla vittoria del partito nazista alle elezioni federali tedesche del 1933, Hans fu costretto a dimettersi dalla carica di vice ministro e, dopo aver tentato invano di trasferirsi con la famiglia in Inghilterra, optò per Amsterdam, nei Paesi Bassi. Lì, Hanneli iniziò a frequentare l'asilo, dove conobbe Anna, e in seguito la 6ª Scuola Montessori. In realtà le due bambine si erano già incontrate in una drogheria circa una settimana dopo l'arrivo dei Goslar nella capitale olandese.[16]. Anna divenne ben presto la migliore amica di Hanneli e lo rimane fino a quando Anna conobbe Jacqueline van Maarsen al liceo. Nel suo diario, Anna descrisse l'amica come una ragazza spesso timida e con i suoi genitori molto impertinente, mentre in presenza di altri è modesta.[17] Nel 1940 nacque la sorella minore di Hanneli, Rachel Gabrielle Ida, soprannominata "Gabi". Due anni dopo morì la madre Ruth durante il parto del terzo figlio, che non vide mai la luce. Il 20 giugno 1943 Hannah, Gabi, il padre Hans e i nonni materni Alfred Klee e Therese Stargardt furono arrestati e deportati inizialmente al campo di transito di Westerbork, dove il nonno perde la vita per un attacco di cuore il 10 novembre 1943,[18] e poi a Bergen-Belsen, in una zona privilegiata del campo in quanto possessori di alcuni passaporti per la Palestina. Nel febbraio del 1945 Hanneli si riunì brevemente con Anna, situata dall'altra parte della recinzione, in una zona del campo non privilegiata. Hannah lanciò all'amica un pacchetto contenente un pezzo di pane e un paio di calzini. Hanneli e Gabi sopravvissero per quattordici mesi a Bergen-Belsen, mentre il padre e la nonna morirono di malattia durante la prigionia, rispettivamente il 25 febbraio e il 25 marzo 1945.[19][20] Le sorelle Goslar si trasferirono a Gerusalemme nel 1947, dove Hanneli lavorò come infermiera e sposò il dottor Walter Pinchass Pick, dal quale ebbe tre figli, divenne poi nonna di dieci nipoti [21] e mori il 28 ottobre 2022.
- Susanne "Sanne" Ledermann nacque il 7 ottobre 1928 a Berlino da Franz Ledermann, avvocato e musicista, e Ilse Citroen, pianista. Aveva una sorella maggiore, Barbara Charlotte. Nel 1933, a causa delle leggi razziali emanate da Hitler, i Ledermann decisero di trasferirsi ad Amsterdam, dove Sanne iniziò a frequentare la scuola Montessori. Lì conobbe Anna Frank e Hanneli Goslar, che divennero le sue migliori amiche. Nel 1940, in seguito all'occupazione tedesca dei Paesi Bassi, Sanne fu costretta a lasciare la scuola Montessori e a frequentare il Liceo Ebraico. Il 20 giugno 1943 i Ledermann furono arrestati e deportati inizialmente nel campo di transito di Westerbork, poi in quello di sterminio di Auschwitz-Birkenau, dove Sanne e i genitori finirono nelle camera a gas poco tempo dopo il loro arrivo, il 19 novembre. La sorella Barbara si unì alla resistenza e non fu arrestata dai nazisti; dopo la guerra emigrò negli Stati Uniti, dove sposò il biochimico Martin Rodbell, vincitore del Premio Nobel per la Medicina nel 1994.
- Jacqueline Yvonne Meta "Jacque" van Maarsen nacque il 30 gennaio 1929 ad Amsterdam dall'ebreo olandese Samuel "Hijman" van Maarsen (1884–1952) e dalla francese Eulalie Julienne Alice "Eline" Verlhac (1891–1992); ha una sorella, Christiane. Nel 1940 Jacque iniziò a frequentare il Liceo Ebraico, dove fece amicizia con Anna Frank e Hanneli Goslar. Anna divenne presto la sua migliore amica; secondo Jacque, però, non era sempre facile essere la migliore amica di Anna, essendo i loro caratteri troppo diversi: Anna era estroversa, mentre Jacque introversa. A Jacque piaceva stare in compagnia di Anna ma non sopportava la gelosia che la Frank provava nei suoi confronti quando si incontrava con altre amiche. Durante la clandestinità Anna scrisse due lettere d'addio indirizzate a Jacque, scusandosi per la gelosia che provava nei suoi confronti e dicendole che la loro amicizia sarebbe durata per sempre. Jacque leggerà queste lettere solo dopo la pubblicazione del diario. I van Maarsen non furono arrestati dai nazisti perché la madre di Jacque, cristiana, riuscì a rimuovere la lettera "J" (che significa "ebreo" o "giudeo") dalle carte di identità dei suoi familiari. Inoltre, grazie a ciò, Jacque poté lasciare il Liceo Ebraico e tornare a frequentare una scuola normale. Fu una delle prime persone che lesse il diario dell'amica. Nel 1954 sposò un suo amico d'infanzia, Ruud Sanders, con il quale generò prole. Jacque scrisse ben quattro libri sulla sua amicizia con Anna Frank: Anne and Jopie (1990), My Friend, Anne Frank (1996), My Name Is Anne, She Said, Anne Frank (2003), e Inheriting Anne Frank (2009). Scrittrice e rilegatrice, divenne nonna di sette nipoti.
- Nanette "Nanny" Blitz, un'altra compagna di classe di Anna, nacque da Helene Victoria Davids e Martijn Willem Blitz. Fu menzionata da Anna nelle prime pagine del suo diario utilizzando la sigla "E. S.", dove la descrive come una ragazza molto chiacchierona. Ad Anna, Nanny non stava particolarmente simpatica, poiché credeva di non andarle a genio. Durante la guerra Nanny fu arrestata e deportata dapprima a Westerbork e poi a Bergen-Belsen, dove si ricongiunse brevemente con la compagna, perdendola però rapidamente di vista a causa del sovraffollamento del campo. Fu l'unica superstite della sua famiglia. Dopo la guerra si sposò con John Frederick Konig, dal quale ebbe tre figli: Elizabeth, Judith e Martin. Dal 1998 la famiglia Konig risiede a San Paolo, in Brasile.[22]
- Ilse Wagner nacque il 26 gennaio 1929 ad Amburgo da Salomon Alfred Wagner e Johanna Goldstein. Fu descritta da Anna come una ragazza carina e allegra ma molto precisa, mentre Jacque van Maarsen l'ha descritta come una ragazza dolce e sensibile. Fu nominata molte volte nella prima parte del diario. I Wagner avevano un tavolo da ping pong, e Margot e Anna andavano spesso a casa loro per giocarci.[23] Ilse fu la prima della cerchia degli amici di Anna ad essere arrestata dai nazisti. Assieme alla madre fu deportata prima a Westerbork nel gennaio del 1943 e in seguito nel campo di sterminio di Sobibór, dove entrambe furono inviate alla camera a gas il 2 aprile 1943, il giorno stesso dell'arrivo.[24] Il padre di Ilse, Salomon, era invece già morto ad Auschwitz il 22 ottobre 1942,[25] mentre la nonna paterna Clara Wagner-Grünthal fu uccisa nello stesso campo l'11 febbraio 1944.[26]
- Lutz Peter Schiff nacque il 9 settembre 1926 a Berlino. Di tutti gli ammiratori che aveva Anna, l'unico che a lei interessava era Peter. Essendo anch'egli ebreo, fu costretto a lasciare la Germania assieme alla madre e al patrigno a causa delle leggi razziali, arrivando ad Amsterdam nel 1939, mentre il padre naturale era già fuggito negli Stati Uniti. Anna e Peter Schiff si conobbero per la prima volta nell'estate del 1940 e divennero inseparabili. Venerdì 7 gennaio 1944 Anna descrisse dettagliatamente Peter, che lei chiamava affettuosamente "Petel", per distinguerlo dal più noto Peter van Pels: "Peter era un ragazzo bellissimo, alto, sveglio, magro, e aveva una faccia seria, tranquilla e intelligente. Aveva i capelli scuri e splendidi occhi castani, guance dorate e naso a punta. Soprattutto il suo sorriso mi faceva impazzire, perché lo faceva sembrare birichino e monello". Successivamente Peter cambiò indirizzo e iniziò a frequentare delle ragazze della sua età; inoltre, un amico lo convinse sul fatto che Anna era solo una bambina e i due smisero di frequentarsi. Durante la guerra Peter fu arrestato e deportato dapprima a Westerbork, poi a Bergen-Belsen, prima dell'arrivo di Anna e Margot, il 1º febbraio 1944, a Theresienstadt il 12 luglio, ad Auschwitz il 28 settembre[27] e a Dachau il 10 ottobre, dove morì il 31 maggio 1945,[28][27] pochi mesi dopo Anna. Secondo altre fonti, Peter sarebbe invece morto ad Auschwitz.[29][30] Nel 2009 la Casa di Anna Frank ricevette una fotografia di Peter Schiff da ragazzino, donata da un suo ex compagno di classe in Germania[31][32]
- Helmut "Hello" Silberberg nacque l'8 giugno 1926 a Gelsenkirchen. Nel 1938, in seguito alla notte dei cristalli, durante la quale il negozio di famiglia fu distrutto, Helmut fu mandato dai genitori a vivere ad Amsterdam dai nonni materni. Una zia di Helmut, Hulda, si suicidò poco prima di essere arrestata dai nazisti. Helmut, che il nonno aveva iniziato a chiamare "Hello", all'età di 16 anni conobbe Anna Frank, amica della cugina Wilma, e i due iniziarono ad uscire insieme. Anna, sebbene apprezzasse la sua compagnia, scrisse nel suo diario che non era innamorata di Hello e che per lei era solo un amico o, come avrebbe detto la madre, un "cavalier servente". Hello fu l'ultima persona a vedere Anna in quella fatidica domenica del 5 luglio 1942 in cui iniziò la clandestinità della famiglia Frank. Il ragazzo, seppur con molte difficoltà, riuscì poi a raggiungere il Belgio, anch'esso occupato dai tedeschi, dove si erano nascosti i suoi genitori. La città in cui i Silberberg si nascosero fu liberata dagli americani il 3 settembre 1944, lo stesso giorno in cui i Frank salirono sull'ultimo treno diretto ad Auschwitz-Birkenau. Dopo la guerra, Helmut cambiò il suo nome in Edmond "Ed" Silverberg ed emigrò negli Stati Uniti.[33] Morì a Sag Harbor il 26 giugno 2015, all'età di 89 anni.[34]

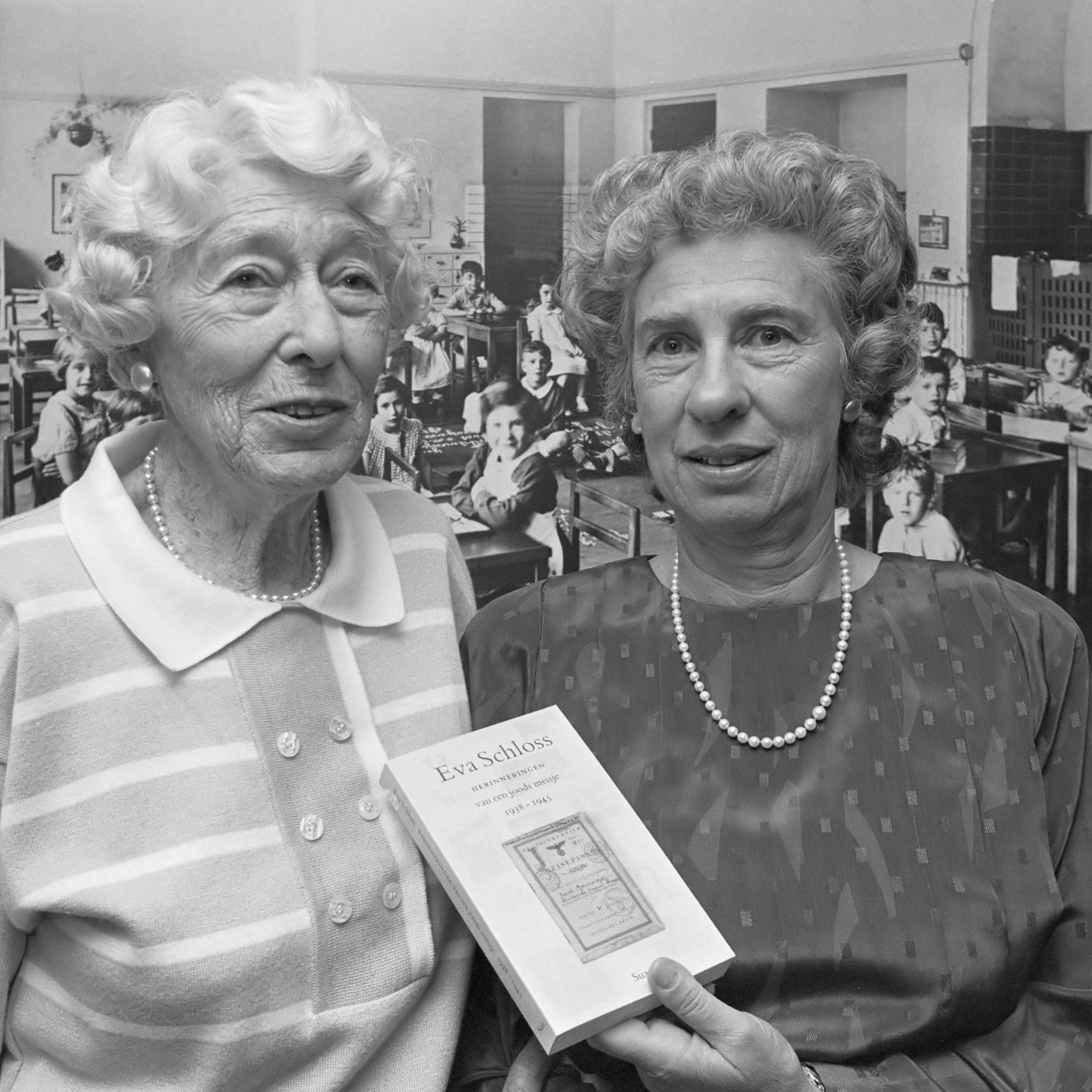
Elfriede Frank e Eva Schloss nel 1989

- Eva Geiringer nacque l'11 maggio 1929 a Vienna da Erich Geiringer e Elfriede "Fritzi" Markovits. Aveva un fratello maggiore, Heinz Felix, nato il 12 luglio 1926.[35] In seguito all'annessione dell'Austria alla Germania, nel 1938, i Geiringer emigrarono dapprima in Belgio e successivamente nei Paesi Bassi, ad Amsterdam. I Geiringer abitavano nella stessa piazza in cui vivevano i Frank, la Merwedeplein. Eva divenne una grande amica di Sanne Ledermann, e fu proprio grazie a questa amicizia che conobbe le sorelle Frank. Eva si definì un maschiaccio perché, avendo avuto un fratello, trascorreva diverso tempo in compagnia dei ragazzi. Heinz Geiringer e Margot Frank ricevettero, nello stesso giorno (5 luglio 1942), una convocazione dalle SS. I Geiringer decisero di nascondersi ma, a differenza dei Frank che si nascosero tutti nello stesso edificio, si divisero in due gruppi: Fritzi ed Eva in un posto e il padre ed il fratello Heinz in un altro. Tutti e quattro vennero arrestati nel maggio del 1944, tre mesi prima dei Frank, e deportati ad Auschwitz-Birkenau. Eva e Fritzi riuscirono a sopravvivere, e poco dopo la liberazione, Eva si incamminò verso il settore maschile di Birkenau per cercare il fratello e il padre. Molto tempo dopo scoprì che Erich e Heinz non ce la fecero; morirono rispettivamente a Mauthausen il 31 gennaio 1945[36] e in un lager sconosciuto il 10 maggio 1945[35]. Nel 1953 Fritzi sposò Otto Frank, rendendo così la figlia sorellastra di Anna e Margot.[37] Eva scrisse tre libri autobiografici: Eva's Story: A Survivor's Tale by the Stepsister of Anne Frank, The Promise e, nel 2013, After Auschwitz: A Story of Heartbreak and Survival by the stepsister of Anne Frank; attualmente vive a Londra con il marito Zvi Schloss e tre figlie.
- Mary Bos fu una compagna di classe di Anna alla scuola Montessori. Nata il 26 settembre 1928 ad Amsterdam da Arie Bos and Katharine Haywood, aveva un fratello, Roland. Mary era molto brava in disegno, e i suoi dipinti e i suoi disegni erano molto apprezzati dai suoi coetanei. Fu menzionata da Anna nel suo diario il 6 gennaio 1944 quando riportò di aver sognato Peter Schiff. Nel febbraio del 1940 i Bos emigrarono in America, e Anna scrisse per l'amica una poesia come regalo di addio. In seguito si sposò con Robert "Bob Schneider" l'11 maggio 1958. La coppia ebbe due figlie, una delle quali diede loro due nipoti. Morì il 14 aprile 2020 a Marietta, Georgia, all'età di 91 anni.[38][39].
- Käthe "Kitty" Egyedi fu un'altra compagna di classe di Anna alla scuola Montessori e anche lei, come Mary Bos, era molto brava a disegnare. Dopo il sesto anno alla scuola Montessori, Kitty e Anna iniziarono a frequentare due scuole diverse. Secondo Kitty, lei e Anna si incontrarono per l'ultima volta poco tempo prima che i Frank andassero a nascondersi. Anna aveva una leggera febbre e Kitty andò a trovarla. Le due amiche parlarono per tutto il pomeriggio e Kitty fu felice di sapere che l'amica ottusa e pazza per i ragazzi conosciuta alla scuola Montessori aveva iniziato a maturare. L'intera famiglia di Kitty sopravvisse all'internamento a Theresienstadt; Kitty, seguendo la professione del padre, divenne dentista dopo la guerra.
- Lucia "Lucie" van Dijk fu un'altra compagna di classe di Anna alla scuola Montessori. Lucie era cristiana e i suoi genitori avevano aderito al Movimento Nazional-Socialista, partito politico olandese di orientamento nazista. Anna rimase scioccata quando i van Dijk divennero membri del partito e il padre Otto le spiegò che anche se avevano cattive idee politiche erano probabilmente ancora brave persone. Il padre lasciò il partito alla fine del 1942, mentre la madre ne rimase membro fino alla fine della guerra. Lucie faceva parte, invece, del "Jeugdstorm", organizzazione giovanile olandese simile alla Gioventù hitleriana, ma anche lei smise di farne parte alla fine del 1942. Dopo la guerra, Lucie divenne segretaria, si sposò (nel 1955) ed ebbe due figli. Vive ancora ad Amsterdam.
- Anche Rie "Ietje" Swillens fu una compagna di classe di Anna alla scuola Montessori. Ietje era cristiana e visse ad Amsterdam fino alla fine della guerra. Nel suo diario Anna scrisse che uno zio materno di Ietje venne arrestato dai nazisti, deportato in un campo di lavoro ed in seguito rilasciato. Nel 1970 divenne insegnante. Ietje vive attualmente ad Amstelveen, a sud di Amsterdam.
- Juliette Nanny "Juultje" Ketellapper e Martha van den Berg furono altre due amiche di Anna. Juultje, figlia di Salomon Ketellapper e Lena Pool, era una ragazza molto alta; fu probabilmente una compagna di classe di Anna alla scuola Montessori ma può essere stata anche semplicemente un'amica di quartiere. Fu gasata a Sobibór il 9 luglio 1943 assieme ai genitori e alla sorella maggiore Josine Henriette;[40] Martha, anch'essa compagna di scuola della Frank, invece sopravvisse alla guerra.
- Bernhard (Bernd) "Buddy" Elias fu il cugino preferito di Anna. Nato a Francoforte sul Meno il 2 giugno del 1925, si trasferì in Svizzera in tenera età assieme ai genitori. Veniva chiamato da tutti "Buddy" tranne che da Anna, che preferiva chiamarlo "Bernd". Da ragazzo era un bravo pattinatore sul ghiaccio, talento che Anna ammirava. Dopo la guerra sposò Gerti Wiedner, da cui ebbe Patrick e Oliver, e incominciò a lavorare come attore. In vita fu direttore della Fondazione Anna Frank di Basilea. Morì il 16 marzo 2015 a Basilea, all'età di 89 anni.[41]

## Compagni di prigionia

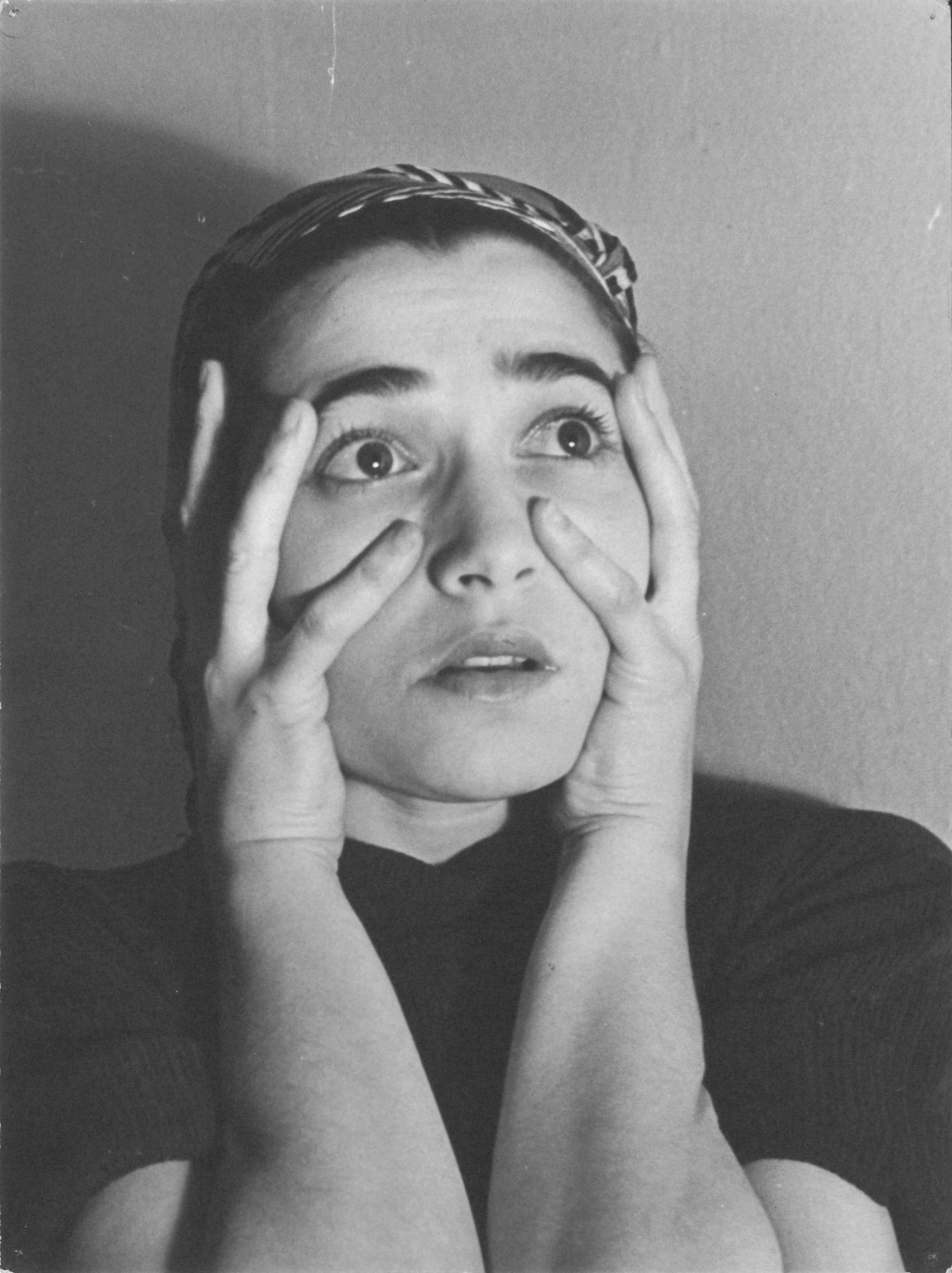
Lin Jaldati nel 1938

- Janny Brandes-Brilleslijper nacque il 24 ottobre 1916 ad Amsterdam. Nel 1939 sposò Bob Brandes, da cui ebbe due figli: Rob, nato nel 1939, e Lilo, nato nel 1941. Dopo l'invasione tedesca dei Paesi Bassi, Bob, Janny e la sorella Lientje incominciarono a lavorare nella resistenza. Dopo numerosi tentativi andati a vuoto, i nazisti riuscirono ad arrestare lei e la sorella. Vennero deportate dapprima a Westerbork, nella baracca dei criminali, poi furono trasferite ad Auschwitz-Birkenau e infine a Bergen-Belsen, dove furono liberate nell'aprile del 1945. In tutti e tre i campi incontrarono le sorelle Frank e furono anche le ultime persone a vederle in vita. Janny morì il 15 agosto 2003, mentre Lientje, divenuta una cantante jiddish di successo con lo pseudonimo di Lin Jaldati, morì il 31 agosto 1988.
- Bloeme Evers-Emden nacque il 26 luglio 1926 ad Amsterdam. Essendo ebrea, nel 1941 incominciò a frequentare il Liceo Ebraico. Fu qui che conobbe per la prima volta le sorelle Frank. Bloeme aveva la stessa età di Margot ma le due ragazze frequentavano due classi diverse. Nel maggio del 1943, dopo essersi diplomata, fu arrestata dai nazisti ma riuscì a fuggire e a nascondersi, per poi essere arrestata nuovamente e condotta nel campo di transito di Westerbork. Il 3 settembre 1944 fu messa sull'ultimo treno in partenza dal campo diretto ad Auschwitz-Birkenau assieme alla famiglia Frank, che vide regolarmente durante la permanenza nel campo di sterminio. Nell'ottobre 1944 fu trasferita nel campo di lavoro di Liebau, in Alta Slesia. Anche Edith e Margot Frank avrebbero dovuto essere trasferite ma scelsero di rimanere con Anna, malata di scabbia e costretta a rimanere a Birkenau. Bloeme fu infine liberata dai sovietici l'8 maggio 1945. Dopo la guerra scoprì che i genitori, Emanuel e Roza Emden-DeVries, e la sorella minore Via Roosje erano stati gasati a Sobibór il 9 luglio 1943.[42] Sposò Hans Evers, da cui ebbe Raphael Evers, rabbino di Rotterdam dal 1992 al 2010, che la rese nonna di dieci nipoti. Morì a Herzliya, in Israele, il 18 luglio 2016, all'età di 89 anni.[43]

## Altri

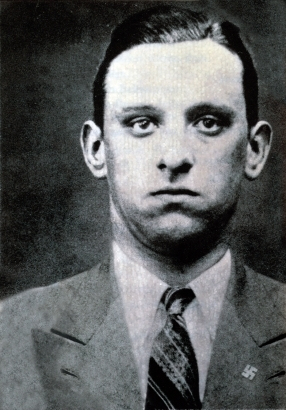
Karl Silberbauer

- Karl Josef Silberbauer nacque a Vienna il 21 giugno 1911. Fu l'ufficiale del Sicherheitsdienst, servizio segreto delle SS, che arrestò Anna Frank, la sua famiglia e gli altri clandestini. Fu Simon Wiesenthal, superstite della Shoah, a rintracciare l'ufficiale, la cui testimonianza aiutò a discreditare la voce che girava all'epoca secondo la quale il diario di Anna fosse un falso. Morì nel 1972.
- Wilhelm van Maaren, nato il 10 agosto 1895, successe a Johannes Voskuijl come capo magazziniere dell’Opekta e della Gies & Co. Wilhelm fu sospettato varie volte di avere tradito i clandestini informando la Gestapo della loro presenza nell'edificio. In realtà il vero traditore dei Frank, dei van Pels e di Pfeffer non è mai stato identificato. Inoltre, altre due persone furono successivamente sospettate: Lena Hartog-van Bladeren, la donna delle pulizie, deceduta nel 1963, e Tonny Ahlers (1917-2000), criminale e nazista olandese, che in passato aveva ricattato Otto Frank facendosi consegnare dei soldi in cambio della ritira di una denuncia. Van Maaren morì il 28 novembre 1971.[44]